# Osaka Women’s Marathon

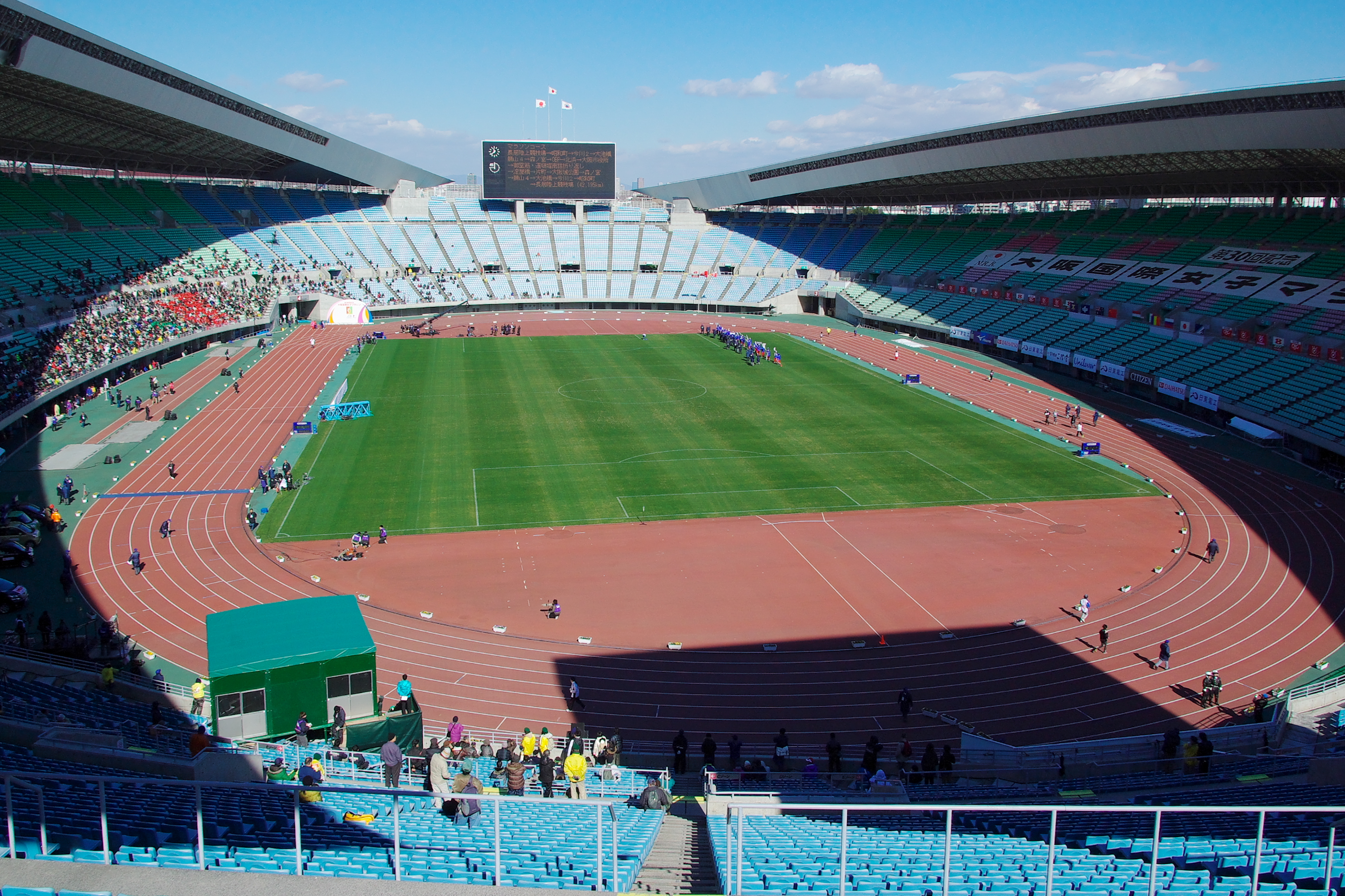
Nagai Stadium 2011

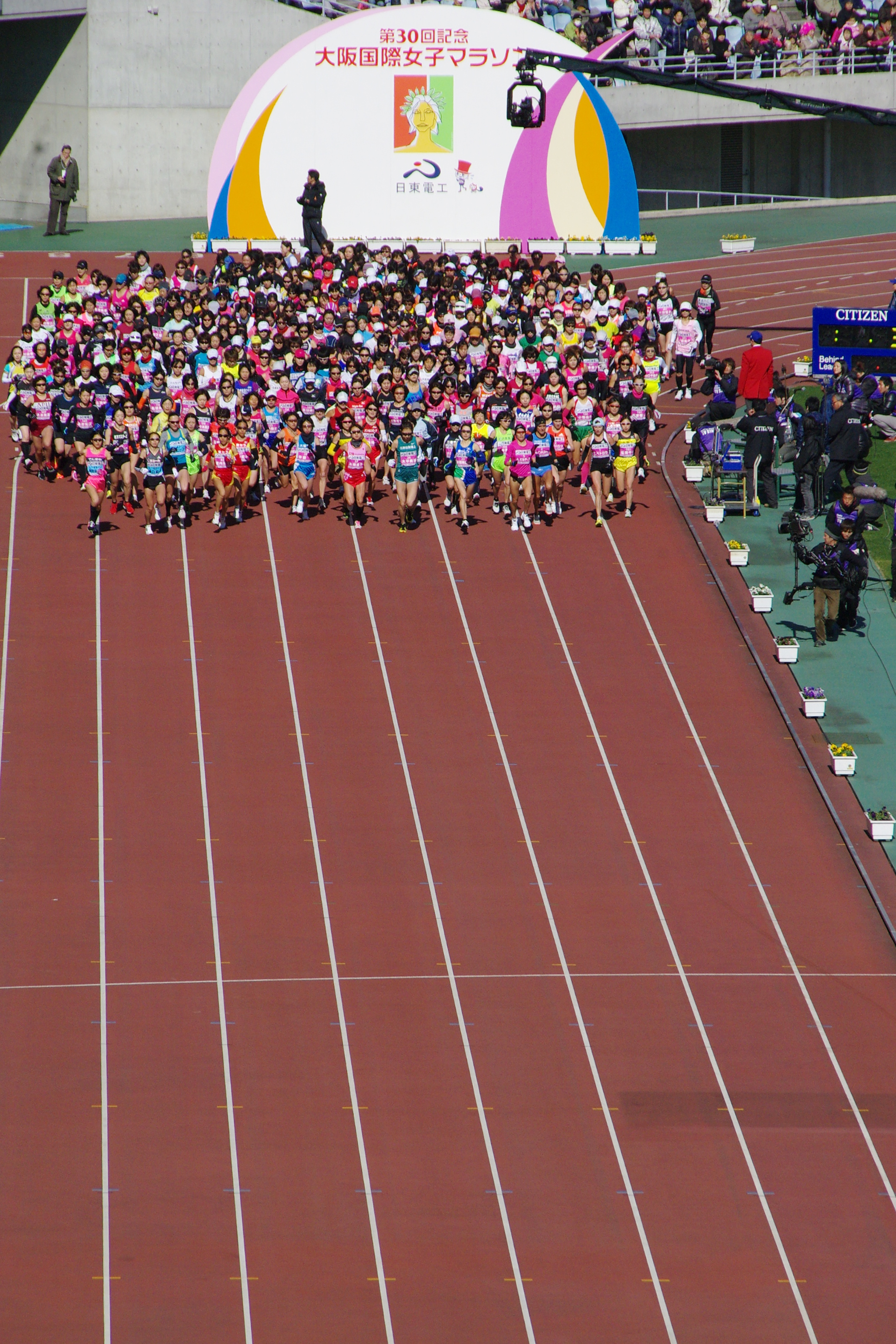
Der Start des Marathons 2011

Der Osaka Women’s Marathon (jap. 大阪国際女子マラソン Ōsaka Kokusai Joshi Marason, dt. Internationaler Frauenmarathon Osaka) ist ein Marathon für die weibliche Laufelite, der seit 1982 im Januar in Osaka stattfindet.
Start und Ziel ist das Nagai Stadium. Nachdem die Läuferinnen das Stadion verlassen haben, geht es die ersten Kilometer durch den Nagai-Park. Danach verläuft der Kurs in nördliche Richtung zur Burg Ōsaka und von dort nach Westen, vorbei am Osaka Pref. Office, dem Ōsaka Tenman-gū und am Osaka City Office. Von hier in südliche Richtung bis zur Wendemarke und danach auf dem gleichen Streckenverlauf zurück ins Stadion.
1995 wurde das Rennen wegen des Erdbebens von Kōbe abgesagt. Von 2013 bis 2015 gewann dreimal hintereinander Tetjana Hamera-Schmyrko. Wegen Dopings wurden ihre Siege aber nachträglich aberkannt. 2021 wurde der Lauf auf einer 2,8 Kilometer langen Runde im Nagai-Park mit Ziel im Nagai Stadium ausgetragen, nachdem die Regierung zuvor aufgrund der COVID-19-Pandemie den Ausnahmezustand ausgerufen hatte. Internationale Athletinnen waren nicht zugelassen, dafür wurde ein halbes Jahr vor den Olympischen Spielen in Tokio erstmals mit männlichen Pacemakern ein Angriff auf den Nationalrekord von Mizuki Noguchi (2:19:12 h) gestartet, der aber scheiterte.

## Statistik

### Veranstaltungsrekord
- 2:18:51 h, Workenesh Edesa (ETH), 2024

### Siegerinnenliste
| Datum         | Siegerin                | Nation                          | Zeit                   |
| ------------- | ----------------------- | ------------------------------- | ---------------------- |
| 26. Jan. 2025 | Workenesh Edesa -2-     | Äthiopien                       | 2:21:00                |
| 28. Jan. 2024 | Workenesh Edesa         | Äthiopien                       | 2:18:51                |
| 29. Jan. 2023 | Haven Hailu Desse       | Äthiopien                       | 2:21:13                |
| 30. Jan. 2022 | Mizuki Matsuda          | Japan                           | 2:20:52                |
| 31. Jan. 2021 | Mao Ichiyama            | Japan                           | 2:21:11                |
| 26. Jan. 2020 | Mizuki Matsuda -2-      | Japan                           | 2:21:47                |
| 27. Jan. 2019 | Fatuma Sado             | Äthiopien                       | 2:25:39                |
| 28. Jan. 2018 | Mizuki Matsuda          | Japan                           | 2:22:44                |
| 29. Jan. 2017 | Risa Shigetomo -2-      | Japan                           | 2:24:22                |
| 31. Jan. 2016 | Kayoko Fukushi -2-      | Japan                           | 2:22:17                |
| 25. Jan. 2015 | Jeļena Prokopčuka -2-   | Lettland                        | 2:24:07                |
| 26. Jan. 2014 | Yukiko Akaba -2-        | Japan                           | 2:26:00                |
| 27. Jan. 2013 | Kayoko Fukushi          | Japan                           | 2:24:21                |
| 29. Jan. 2012 | Risa Shigetomo          | Japan                           | 2:23:23                |
| 30. Jan. 2011 | Yukiko Akaba            | Japan                           | 2:26:29                |
| 31. Jan. 2010 | Amane Gobena            | Äthiopien                       | 2:25:14                |
| 25. Jan. 2009 | Yōko Shibui -2-         | Japan                           | 2:23:42                |
| 27. Jan. 2008 | Mara Yamauchi           | Vereinigtes Königreich          | 2:25:10                |
| 28. Jan. 2007 | Yumiko Hara             | Japan                           | 2:23:48                |
| 29. Jan. 2006 | Catherine Ndereba       | Kenia                           | 2:25:05                |
| 30. Jan. 2005 | Jeļena Prokopčuka       | Lettland                        | 2:22:56                |
| 25. Jan. 2004 | Naoko Sakamoto          | Japan                           | 2:25:29                |
| 26. Jan. 2003 | Mizuki Noguchi          | Japan                           | 2:21:18                |
| 27. Jan. 2002 | Lornah Kiplagat         | Kenia                           | 2:23:55                |
| 28. Jan. 2001 | Yōko Shibui             | Japan                           | 2:23:11                |
| 30. Jan. 2000 | Lidia Simon -3-         | Rumänien                        | 2:22:54                |
| 31. Jan. 1999 | Lidia Simon -2-         | Rumänien                        | 2:23:24                |
| 25. Jan. 1998 | Lidia Șimon             | Rumänien                        | 2:28:31                |
| 26. Jan. 1997 | Katrin Dörre-Heinig -4- | Deutschland                     | 2:25:57                |
| 28. Jan. 1996 | Katrin Dörre-Heinig -3- | Deutschland                     | 2:26:04                |
| 29. Jan. 1995 | Veranstaltung abgesagt  | Veranstaltung abgesagt          | Veranstaltung abgesagt |
| 30. Jan. 1994 | Tomoe Abe               | Japan                           | 2:26:09                |
| 31. Jan. 1993 | Junko Asari             | Japan                           | 2:26:26                |
| 26. Jan. 1992 | Yumi Kokamo             | Japan                           | 2:26:26                |
| 27. Jan. 1991 | Katrin Dörre -2-        | Deutschland                     | 2:27:43                |
| 28. Jan. 1990 | Rosa Mota               | Portugal                        | 2:27:47                |
| 29. Jan. 1989 | Lorraine Moller -3-     | Neuseeland                      | 2:30:21                |
| 31. Jan. 1988 | Lisa Martin-Ondieki     | Australien                      | 2:23:51                |
| 25. Jan. 1987 | Lorraine Moller -2-     | Neuseeland                      | 2:30:40                |
| 26. Jan. 1986 | Lorraine Moller         | Neuseeland                      | 2:30:24                |
| 27. Jan. 1985 | Carey May -2-           | Irland                          | 2:28:07                |
| 29. Jan. 1984 | Katrin Dörre            | Deutsche Demokratische Republik | 2:31:41                |
| 30. Jan. 1983 | Carey May               | Irland                          | 2:29:23                |
| 24. Jan. 1982 | Rita Marchisio          | Italien                         | 2:32:55                |